# Mwasumbia
Mwasumbia is een geslacht uit de familie Annonaceae. De soort uit het geslacht komt voor in Tanzania.

## Soorten
- Mwasumbia alba Couvreur & D.M.Johnson